# Хагатна
Хага́тна (чамор. Hagåtña [hæˈɡɑtɲæ], англ. Hagåtña [həˈɡɑːtnjə]), ранее Ага́нья (англ. Agana [əˈɡɑːnjə], исп. Agaña [aˈgaɲa]) — город, административный центр острова Гуам.
Город расположен на западном побережье острова. Население Хагатны составляет 1051 человек .

## Климат
Климат — экваториальный (по Кёппену — влажный тропический). Температура в течение года — от +26,6 в феврале до +28,1 в июне. Осадки выпадают в течение всего года, меньше в марте-апреле, наиболее сильные с июля по октябрь.
| Показатель                    | Янв. | Фев. | Март | Апр. | Май  | Июнь | Июль | Авг. | Сен. | Окт. | Нояб. | Дек. | Год  |
| ----------------------------- | ---- | ---- | ---- | ---- | ---- | ---- | ---- | ---- | ---- | ---- | ----- | ---- | ---- |
| Абсолютный максимум, °C       | 34,4 | 33,9 | 33,9 | 35,6 | 34,4 | 35,0 | 35,0 | 34,4 | 33,9 | 35,0 | 33,3  | 32,8 | 35,6 |
| Средний суточный максимум, °C | 29,4 | 29,4 | 29,9 | 30,7 | 31,1 | 31,1 | 30,6 | 30,3 | 30,4 | 30,4 | 30,3  | 29,8 | 30,3 |
| Средняя температура, °C       | 26,8 | 26,6 | 27,1 | 27,7 | 28,1 | 28,1 | 27,7 | 27,4 | 27,4 | 27,6 | 27,7  | 27,3 | 27,5 |
| Средний суточный минимум, °C  | 24,2 | 23,9 | 24,2 | 24,7 | 25,1 | 25,2 | 24,8 | 24,6 | 24,6 | 24,7 | 25,1  | 24,9 | 24,7 |
| Абсолютный минимум, °C        | 18,9 | 18,3 | 18,9 | 20,0 | 21,1 | 21,1 | 21,1 | 21,1 | 21,1 | 19,4 | 20,0  | 20,0 | 18,3 |
| Норма осадков, мм             | 126  | 115  | 70   | 91   | 109  | 180  | 308  | 436  | 360  | 300  | 233   | 152  | 2480 |
| Источник: Погода и климат     |      |      |      |      |      |      |      |      |      |      |       |      |      |

## История
Первые поселения чаморро на этом месте появились около 500 года. В 1668 году испанцами было основано поселение и построена первая католическая церковь на острове. В 1898 году после испано-американской войны Филиппины и Гуам отошли к американской стороне.
В 1940 году население города возросло приблизительно до 10 тысяч жителей, что тогда составляло около половины численности всего острова.
8 декабря 1941 года Гуам был оккупирован японцами. При освобождении Гуама в 1944 году Аганья сильно пострадала от американских военных бомбардировок. Множество жителей покинуло город и переселилось в иные части острова.

## Экономика
Основу экономики города, как и всего острова, составляет туризм, причём около 90 % туристов составляют японцы. Строительство отелей и мест отдыха пагубно влияет на природу залива, на берегу которого располагается Хагатна.
Также в столицу поступают отчисления за американскую базу, занимающую примерно 30 % территории Гуама.

## Достопримечательности
- Гуамский институт

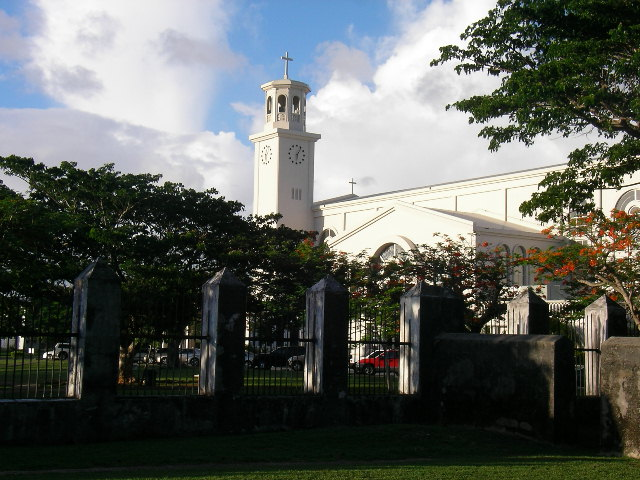
Собор Сладчайшего Имени Марии

- Католический собор Сладчайшего Имени Марии
- Форт Санта-Агеда
- Береговые укрепления Дунксас

## Города-побратимы
- Гвадалахара, Мексика
- Кесон-Сити, Филиппины (2000)[5]
- Малолос, Филиппины
- Рига, Латвия

## Известные жители и уроженцы
- Кепуха (ум. 1669 г.) — глава острова во время испанской колонизации.